# Movimiento Momentum
Movimiento Momentum (en húngaro: Momentum Mozgalom) es un partido político húngaro centrista fundado en marzo de 2017. Llegó a la fama nacional como asociación política en enero de 2017 después de organizar una petición sobre la candidatura de Budapest para los Juegos Olímpicos de Verano de 2024, pidiendo un referéndum público sobre el asunto. La petición, que reunió más de 266 151 firmas, fue exitosa, pero el gobierno canceló la candidatura olímpica antes de que se pudiera celebrar un referéndum. Después de su establecimiento como partido político, Momentum rápidamente construyó un seguimiento nacional, y actualmente tiene aproximadamente 4,000 miembros.
Los candidatos del partido Momentum aparecieron en la boleta electoral en la mayoría de los distritos electorales en las elecciones parlamentarias húngaras de 2018, promoviendo el reemplazo del gobierno de  Viktor Orbán y abogando por una nueva generación de cambio político en el país. El partido, que finalmente obtuvo el 3.06% de los votos, no logró alcanzar el umbral del 5% y no obtuvo ningún asiento en la Asamblea Nacional de Hungría, pero ahora es ampliamente considerado como el partido extraparlamentario más fuerte en Hungría, y a menudo participa en la organización de eventos políticos y manifestaciones.
En las elecciones al Parlamento Europeo de 2019 en Hungría , el partido obtuvo el 9.86% y se convirtió en la tercera fuerza electoral. Dos candidatos del partido, Katalin Cseh y Anna Júlia Donáth, fueron elegidos como eurodiputados.

## Resultados electorales
| Asamblea nacional | Asamblea nacional | Asamblea nacional | Asamblea nacional   | Asamblea nacional   | Asamblea nacional | Asamblea nacional | Asamblea nacional |
| Elecciones        | # de votos lista  | % de votos lista  | # de votos distrito | % de votos distrito | # de de escaños   | +/–               | Posición          |
| ----------------- | ----------------- | ----------------- | ------------------- | ------------------- | ----------------- | ----------------- | ----------------- |
| 20221             | 1.947.117         | 34,46 % (#2)      | 1.983.708           | 36,90 % (#2)        | 10/199            |                   | Oposición         |

1 Dentro de Unidos por Hungría.